# HAT-P-13 c
HAT-P-13 c는 큰곰자리 방향으로 지구로부터 약 697 광년 떨어진 곳에 있는 외계 행성 또는 갈색 왜성이다. 이 행성의 질량은 목성의 15.2배로 가장 무거운 슈퍼목성과 가벼운 갈색 왜성의 경계선상에 위치하고 있다. 따라서 c는 행성이 아닌 갈색 왜성일 가능성이 있다. HAT-P-13 c는 모항성을 약 428.5일에 1회 돈다. c의 어머니 항성 HAT-P-13은 트랜싯법을 이용하여 발견한 행성 둘을 거느린 최초의 항성이 되었으며 c는 그 두 행성 중 하나이다. c는 다른 트랜싯법으로 발견된 외계 행성들과는 달리 공전 주기가 긴 편에 속한다.

## 참고 문헌
1. ↑  NASA JPL Planet Quest, HAT-P-13 c 보관됨 2010-05-27 - 웨이백 머신
2. ↑  "HAT-P-13b,c: a transiting hot Jupiter with a massive outer companion on an eccentric orbit" by Bakos, G. A.; Howard, A. W.; Noyes, R. W.; Hartman, J.; Torres, G.; Kovacs, Geza; Fischer, D. A.; Latham, D. W.; Johnson, J. A.; Marcy, G. W.; Sasselov, D. D.; Stefanik, R. P.; Sipocz, B.; Kovacs, Gabor; Esquerdo, G. A.; Pal, A.; Lazar, J.; Papp, I. in press, Astrophysical Journal, w009. eprint arXiv:0907.3525
3. ↑  ATYGIN K., BODENHEIMER P. & LAUGHLIN G. , 2009 "Determination of the Interior Structure of Transiting Planets in Multiple-Planet Systems" ApJ. Letters 2009 웹 인쇄용 페이지 보관됨 2015-11-06 - 웨이백 머신